# Lalage melanoleuca
El oruguero blanquinegro (Lalage melanoleuca) es una especie de ave paseriforme de la familia Campephagidae endémica de Filipinas.

## Descripción
El oruguero blanquinegro mide alrededor de 21,5 cm de largo. El macho tiene las partes inferiores de color blanco y sus partes superiores son negras, excepto el obispillo y una amplia lista en las alas que blancos. La hembra tiene la espalda y el píleo grises en lugar de negros, y presenta un denso listado oscuro en las partes inferiores y el obispillo blancos.
Se distingue del oruguero pío porque el oruguero blanquinegro no tiene listas superciliares blancas y es de mayor tamaño.

## Distribución y  hábitat
Se encuentra en la mayor parte de Filipinas, excepto en las islas Bisayas occidentales y centrales y Palawan. Su hábitat natural es el dosel del bosque de las selvas hasta los 1000 m de altitud.

## Taxonomía
Se reconocen dos subespecies:
- Lalage melanoleuca melanoleuca - en las islas del norte de Filipinas (Luzón y Mindoro)
- Lalage melanoleuca minor - en las islas del este y sur de Filipinas (Bisayas Orientales y Mindanao)